# CoCoA
Il sito di CoCoA e' al momento irraggiungibile per problemi alla rete "dima.unige.it"
| https://sites.google.com/view/cocoa-cocoalib |

CoCoA System (Computations in Commutative Algebra) è un sistema di algebra computazionale, sviluppato dall'Università di Genova e studiato per affrontare problemi di teoria dei numeri e soprattutto di polinomi.
È programmabile tramite un linguaggio appositamente progettato, CoCoA language, e presenta un'interfaccia testuale (usabile anche tramite Emacs).
Nella sua recente evoluzione è stato meglio delineato e potenziato il cuore matematico, progettato come libreria C++, CoCoALib.
CoCoALib è distribuito sotto licenza GPL, e così anche per la versione interattiva (CoCoA-5) del sistema.
Esistono versioni per Mac, Linux, Windows e Solaris.

## Caratteristiche
Alla base di CoCoA c'è la potente libreria GMP, sviluppata per trattare in modo esatto numeri a precisione arbitraria con un'efficienza massima su qualsiasi architettura.
CoCoA può essere utilizzata sia per calcoli semplici sia per complesse operazioni di calcolo simbolico. È in grado di trattare:
- operazioni su numeri
- operazioni su matrici
- operazioni su polinomi
- operazioni su ideali polinomiali
- sistemi lineari
- basi di Gröbner
- formule di Erone

## Storia
Il progetto prese il via nel 1987: A. Giovini e G. Niesi svilupparono ognuno per conto proprio due piccoli progetti, che vennero poi riuniti sotto il coordinamento di L. Robbiano; il codice a quel tempo era scritto in Pascal e girava solo su computer Macintosh.
CoCoA3, sviluppata tra il 1990 e il 1993, è stata la prima versione scritta in C.
CoCoA5 è la prima ad essere interamente basata su CoCoALib, scritta in C++.
L'evoluzione del progetto è strettamente legata ai meeting e scuole su CoCoA che si tengono periodicamente.

## Esempi di utilizzo
Il seguente esempio permette di definire un ideale e stamparne a schermo la base di Gröbner:
```
 I := ideal(x^2, y*x+1);
 G := GBasis(I);
 G;
```

Si osserva facilmente che CoCoA non approssima le frazioni, ma le tratta in modo simbolico:
```
 (1/3) * 3;
 
1
```

```
 0.3333333333333 * 3;
 
9999999999999/10000000000000
```